# فرودگاه شهری جک بارستو
فرودگاه شهری جک بارستو (به انگلیسی: Jack Barstow Municipal Airport) یک فرودگاه همگانی بهره‌برداری هوایی با کد یاتا IKW است که یک باند فرود آسفالت دارد و طول باند آن ۱۱۵۹ متر است. این فرودگاه در کشور ایالات متحده آمریکا قرار دارد و در ارتفاع ۱۹۴ متری از سطح دریا واقع شده‌است.